# ميرتل بيتش
ميرتل بيتش (كارولاينا الجنوبية) (بالإنجليزية: Myrtle Beach, South Carolina)‏ هي مدينة تقع في الولايات المتحدة في مقاطعة هوري (كارولاينا الجنوبية). يقدر عدد سكانها بـ 27,109 نسمة ومساحتها 43.5 كم2 وترتفع عن سطح البحر 8 متر.

## التركيبة السكانية
حدّد مكتب تعداد الولايات المتحدة بيانات التركيبة السكانية لميرتل بيتش في تعداد الولايات المتحدة. في ما يلي، التركيبة السكانية حسب تعدادي 2000 و2010.

### تعداد عام 2000
بلغ عدد سكان ميرتل بيتش 22,759 نسمة بحسب تعداد عام 2000، وبلغ عدد الأسر 10,413 أسرة وعدد العائلات 5,410 عائلة مقيمة في المدينة. في حين سجلت الكثافة السكانية 369.7 نسمة لكل كيلومتر مربع (957.5/ميل2). وبلغ عدد الوحدات السكنية 14,658 وحدة بمتوسط كثافة قدره 238.1 لكل كيلومتر مربع (616.7/ميل2).
وتوزع التركيب العرقي للمدينة بنسبة 81.16% من البيض و12.76% من الأمريكيين الأفارقة و0.42% من الأمريكيين الأصليين و1.28% من الأمريكيين ذوي الأصول الآسيوية و0.13% من سكان جزر المحيط الهادئ و2.37% من الأعراق الأخرى و1.88% من عرقين مختلطين أو أكثر و4.67% من الهسبانيون أو اللاتينيون من أي عرق.
بلغ عدد الأسر 10,413 أسرة كانت نسبة 22.8% منها لديها أطفال تحت سن الثامنة عشر تعيش معهم، وبلغت نسبة الأزواج القاطنين مع بعضهم البعض 36.8% من أصل المجموع الكلي للأسر، ونسبة 11.1% من الأسر كان لديها معيلات من الإناث دون وجود شريك، بينما كانت نسبة 4% من الأسر لديها معيلون من الذكور دون وجود شريكة وكانت نسبة 48% من غير العائلات. تألفت نسبة 34.1% من أصل جميع الأسر من عدة أفراد يعيشون في نفس المنزل ونسبة 10.4% كانت تتألف من شخص يعيش بمفرده يبلغ من العمر 65 عاماً أو أكثر. وبلغ متوسط حجم الأسرة المعيشية 2.17، أما متوسط حجم العائلات فبلغ 2.79.
بلغ العمر الوسطي للسكان 36.9 عاماً. وكانت نسبة 18% من القاطنين تحت سن الثامنة عشر، وكانت نسبة 11% بين الثامنة عشر والرابعة والعشرين عاماً، ونسبة 33.3% كانت واقعةً في الفئة العمرية ما بين الخامسة والعشرين والرابعة والأربعين عاماً، ونسبة 22.3% كانت ما بين الخامسة والأربعين والرابعة والستين، ونسبة 14.8% كانت ضمن فئة الخامسة والستين عاماً فما فوق. يوجد لكل 100 أنثى 102.3 ذكر، ويوجد لكل 100 أنثى في الثامنة عشر من عمرها فما فوق 100.2 ذكر.
بلغ متوسط دخل الأسرة في المدينة 35,498 دولارًا، أما متوسط دخل العائلة فبلغ 43,900 دولارًا. وكان متوسط دخل الذكور 26,039 دولارًا مقابل 22,473 دولارًا للإناث. وسجل دخل الفرد الخاص بالمدينة 23,214 دولارًا. وكانت نسبة 7.6% من العائلات ونسبة 12% من السكان تحت خط الفقر، وكان من هؤلاء نسبة 17.8% تحت سن الثامنة عشر ونسبة 6.6% في الخامسة والستين من العمر وما فوق.

### تعداد عام 2010
بلغ عدد سكان ميرتل بيتش 27,109 نسمة بحسب تعداد عام 2010، وبلغ عدد الأسر 12,113 أسرة وعدد العائلات 6,323 عائلة مقيمة في المدينة. في حين سجلت الكثافة السكانية 440.4 نسمة لكل كيلومتر مربع (1,140.6/ميل2). وبلغ عدد الوحدات السكنية 23,262 وحدة بمتوسط كثافة قدره 377.9 لكل كيلومتر مربع (978.8/ميل2).
وتوزع التركيب العرقي للمدينة بنسبة 72.26% من البيض و13.88% من الأمريكيين الأفارقة و0.73% من الأمريكيين الأصليين و1.47% من الأمريكيين ذوي الأصول الآسيوية و0.30% من سكان جزر المحيط الهادئ و8.66% من الأعراق الأخرى و2.70% من عرقين مختلطين أو أكثر و13.68% من الهسبانيون أو اللاتينيون من أي عرق.
بلغ عدد الأسر 12,113 أسرة كانت نسبة 23.6% منها لديها أطفال تحت سن الثامنة عشر تعيش معهم، وبلغت نسبة الأزواج القاطنين مع بعضهم البعض 34.2% من أصل المجموع الكلي للأسر، ونسبة 12.8% من الأسر كان لديها معيلات من الإناث دون وجود شريك، بينما كانت نسبة 5.2% من الأسر لديها معيلون من الذكور دون وجود شريكة وكانت نسبة 47.8% من غير العائلات. تألفت نسبة 35.8% من أصل جميع الأسر من عدة أفراد يعيشون في نفس المنزل ونسبة 12.1% كانت تتألف من شخص يعيش بمفرده يبلغ من العمر 65 عاماً أو أكثر. وبلغ متوسط حجم الأسرة المعيشية 2.22، أما متوسط حجم العائلات فبلغ 2.86.
بلغ العمر الوسطي للسكان 39.2 عاماً. وكانت نسبة 18.5% من القاطنين تحت سن الثامنة عشر، وكانت نسبة 9.8% بين الثامنة عشر والرابعة والعشرين عاماً، ونسبة 29.5% كانت واقعةً في الفئة العمرية ما بين الخامسة والعشرين والرابعة والأربعين عاماً، ونسبة 27% كانت ما بين الخامسة والأربعين والرابعة والستين، ونسبة 15.1% كانت ضمن فئة الخامسة والستين عاماً فما فوق. وتوزع التركيب الجنسي للسكان بنسبة 50.8% ذكور و49.2% إناث.

## المدن التوأمة
مدن بيرلينجتون، أونتاريو، كيلي ‏، بينامار وكيلارني ‏ هي مدن توأمة لـميرتل بيتش (كارولاينا الجنوبية).

## أعلام
- ستيف بيلي
- أنتوني جيمس
- براندون فراي
- كلينت نيوتن
- أنتوني كينغ
- ديف أودوم
- بريان فوغارتي
- روبرت كرادوك
- توم كيلي
- روبرت إتش ريد